# Angela Steinmüller
Angela Steinmüller (Schmalkalden, 15 d'abril de 1941) és una matemàtica alemanya i autora de ciència-ficció.
Juntament amb el seu marit Karlheinz Steinmüller, ha escrit contes i novel·les de ciència-ficció que representen el desenvolupament humà a escala còsmica, fonamentats en una anàlisi d'estructures i mecanismes socials. Angela i Karlheinz Steinmüller no només es trobaven entre els autors més llegits a la RDA, situant-se al capdavant d'una enquesta de 1989 sobre els autors de ciència-ficció més populars de la RDA, però les seves obres continuen publicant-se de nou.
Angela Steinmüller va créixer a Berlín. Va obtenir l'Abitur per l'escola nocturna. Va estudiar 1971 a 1975: Matemàtiques a la Universitat Humboldt de Berlín. A partir del 1980 va decidir convertir-se en escriptora independent.
Angela i Karlheinz Steinmüller han estat escrivint treballs conjunts i treballs propis des de fa molts anys. Tots dos també escriuen llibres de no ficció.

## Premis
- 1993: Kurd-Laßwitz-Preis "Millor relat curt" per Der Kerzenmacher
- 1995: Kurd-Laßwitz-Preis "Millor relat" per a Leichter als Vakuum (amb Karlheinz Steinmüller i Erik Simon)
- 2001: Premi alemany de fantasia per Die Verbreitung der phantastischen Literatur in zwei verschiedenen Gesellschaftssystemen sowie ihre Zukunftsperspektiven. (amb Karlheinz Steinmüller)
- 2004: Kurd-Laßwitz-Preis "Millor relat curt" per a Vor der Zeitreise (amb Karlheinz Steinmüller)

## Novel·les (amb Karlheinz Steinmüller)
- Andymon. Eine Weltraum-Utopie, 1982
- Pulaster. Roman eines Planeten, 1986
- Der Traummeister, 1990
- Spera, 2004